# Isländsk fårhund

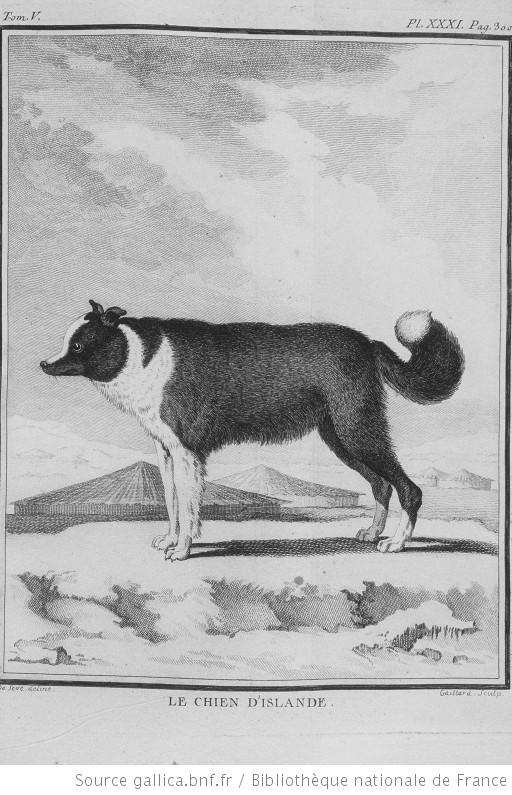
En isändsk fårhund från Georges-Louis Leclerc de Buffons (1707-1788) stora naturalhistoria från mitten av 1700-talet.

Isländsk fårhund är en hundras från Island. De första hundarna kom till Island med norska vikingar på 800-talet. Genetiska undersökningar år 1983 visade att isländsk fårhund var nära besläktad med karelsk björnhund. Man brukar förutsätta att ursprunget är gemensamt med norsk buhund, norsk lundehund och västgötaspets.

## Historia
I sagalitteraturen finns inga direkta hänvisningar till den isländska fårhunden. Men det är den nordiska hundras som är tidigast omskriven i historisk kynologisk litteratur. På Brittiska öarna var den känd och spridd under medeltiden. 1492 skriver den portugisiske kartografen Martin Behaim (1459-1507) om att islänningarna värderar sina hundar lika högt som hästar. Olaus Magnus (1490-1557) skriver om den isländska fårhunden i sin Historia om de nordiska folken 1555. Den isländska hunden finns med i John Caius' (1510-1573) kynologiska pionjärverk De Canibus Britannicis från 1570. I första scenen av andra akten i Kung Henrik V skrev William Shakespeare (1564-1616)  "Pish for thee, Iceland Dog! Thou prick-ear’d cur of Iceland!" ("Pah! du din isländska hund! du din spetsöriga Islands-racka!", enligt Carl August Hagbergs översättning).
Under några perioder har den isländska fårhunden varit oerhört talrik på Island; 1869 uppskattades antalet till minst 24.000. Under andra perioder har den blivit starkt decimerad under svåra år och av epidemier. 1869 infördes höga hundskatter. Under början av 1900-talet utbröt svår valpsjuka. På 1930-talet fick hundarna skulden för den bandmaskinfektion som spreds och hundar förbjöds i Reykjavík och andra tätorter. Under 1900-talet skedde en uppblandning med främmande hundraser som kom till Island med fiskare och handelsfartyg.
1897 deltog isländska fårhundar för första gången på hundutställning på Tivoli i Köpenhamn. Två år senare erkändes rasen av Dansk Kennel Klub som även antog en rasstandard. 1905 erkändes rasen av den brittiska the Kennel Club.
Men rasen fortsatte att minska. På 1950-talet startade engelsmannen Mark Watson en räddningsaktion. Han lyckades få rasen erkänd av Fédération Cynologique Internationale (FCI) 1956. 1969 bildades den isländska kennelklubben med huvudsyftet att rädda den isländska fårhunden.

## Egenskaper
Rasen används som vallhund och gårdshund. Den är glad och vänlig mot människor, även främmande. Som vakthund skäller den och varslar när någon kommer, men den är ingen aggressiv som kan avvisa främlingar. Den vallar främst får, men även nötboskap och hästar. Som vallhund är den en heeler som styr boskapen genom att nafsa i hasorna, den vallar under skallgivning.
Eftersom de enda djur som kan hota fåren på Island är stora rovfåglar är det inte ovanligt att hundarna reagerar med kraftiga skall mot fåglar och ibland även mot flygplan. Den isländska fårhunden är nästan helt utan aggressivitet, däremot är den van att arbeta självständigt med att söka upp får som lätt kan försvinna när man driver får i det kuperade isländska landskapet. Denna självständighet kan ställa till problem om man inte ser upp när man håller hunden som sällskapshund. Isländsk fårhund går bra ihop med andra djur, och till skillnad från de flesta andra vallhundar har den inga problem med att vara lugn när man är inomhus.

## Utseende
Hundarna förekommer i många olika färger och med både lång och kort päls.